# ナチス・ドイツ統治下のオーストリア

オーストリア州
オストマルク帝国大管区群
ドナウ＝アルプス帝国大管区
Land Österreich (ドイツ語)
Reichsgaue der Ostmark (ドイツ語)
Alpen- und Donau-Reichsgaue (ドイツ語)

国歌: Deutschlandlied（ドイツ語）
ドイツの歌（1番のみ）

Die Fahne hoch（ドイツ語）
旗を高く掲げよ
 
1938年のオーストリア（赤）

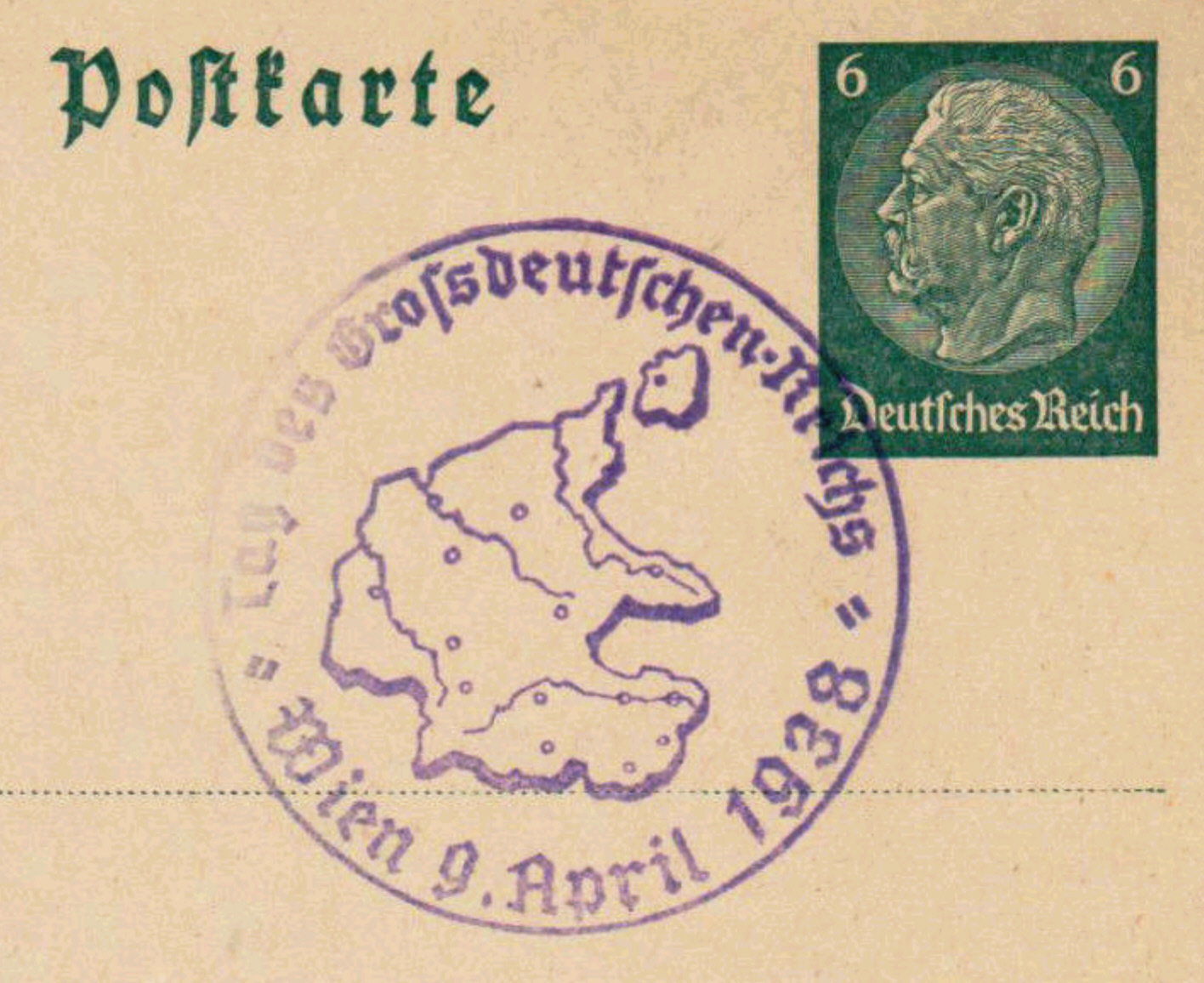
ウィーンにおいて、国民投票の前日である1938年4月9日に使用された消印。オーストリアと統合されたドイツの領域が示されている

ナチス・ドイツ統治下のオーストリアの項目においては、1938年のアンシュルスによってオーストリアがドイツ国（ナチス・ドイツ）の構成部分となり、1945年の連合国軍による占領と臨時政府の発足に伴い再独立を果たすまでの期間を扱う。

## アンシュルスとオーストリア州の成立
ドイツ総統アドルフ・ヒトラーは当初オーストリアを併合する意図はなかったが、1938年3月13日の進駐（オットー作戦）によって熱烈な歓迎を受けたため、即時の両国統合に方針転換したといわれる。同日、ヴィルヘルム・ミクラス大統領辞任後のオーストリア政府を掌握していたアルトゥル・ザイス＝インクヴァルト首相は1934年の連邦授権法に基づき、「ドイツ帝国とオーストリアの再統一に関する法律」を決議し、発布した。この法律は憲法違反であるという指摘も行われているが、ともかくドイツ国とオーストリア第一共和国の統合と、オーストリアがドイツ国の「州」となることが合法化された。同日、ドイツにおいても「ドイツ帝国とオーストリアの再統一に関する法律」が公布され、オーストリアがドイツの州であることが定められ、4月10日に国民投票を行うことが定められた。
成立した「オーストリア州」はオーストリア国家の清算を主たる業務とし、1939年9月30日に清算を完了し、帝国大管区に再編される予定であった。3月15日には連邦政府に代わって4人の大臣からなるオーストリア州政府が成立した。さらに帝国総督（国家代理官）が設置され、ザイス＝インクヴァルトが総督に就任した。一方で、統合に関する措置を行うドイツ中央政府の側でも諸官庁の権限が競合していた。当初内務省の「ドイツ帝国とオーストリア再統一実施のための本局」が統合業務の権限を有していたが、4月23日に、オーストリアにおける国民社会主義ドイツ労働者党（ナチ党）のリーダーであるヨーゼフ・ビュルケルが「ドイツ帝国とオーストリア再統一のための帝国全権委員」（国家弁務官）に任命された。ビュルケルは総統に直属し、総督や州政府に対しても命令する権限を持っていた。
オーストリア州は法制上もオーストリア州（ドイツ語: Land Österreich）と定義されていたにもかかわらず、公式には「オストマルク（ドイツ語: Ostmark）」と呼称されていた。

## 法制度
オーストリアにおける高権はドイツに移行し、改めてオーストリアにおけるドイツの総督に各権限が委譲される形で統治が行われた。国内法に関しては当分の間効力を有するとされ、徐々に本国の法律が導入されていくことになった。ただし一部にはオーストリア法の承継も見られる。

## 強制的同一化

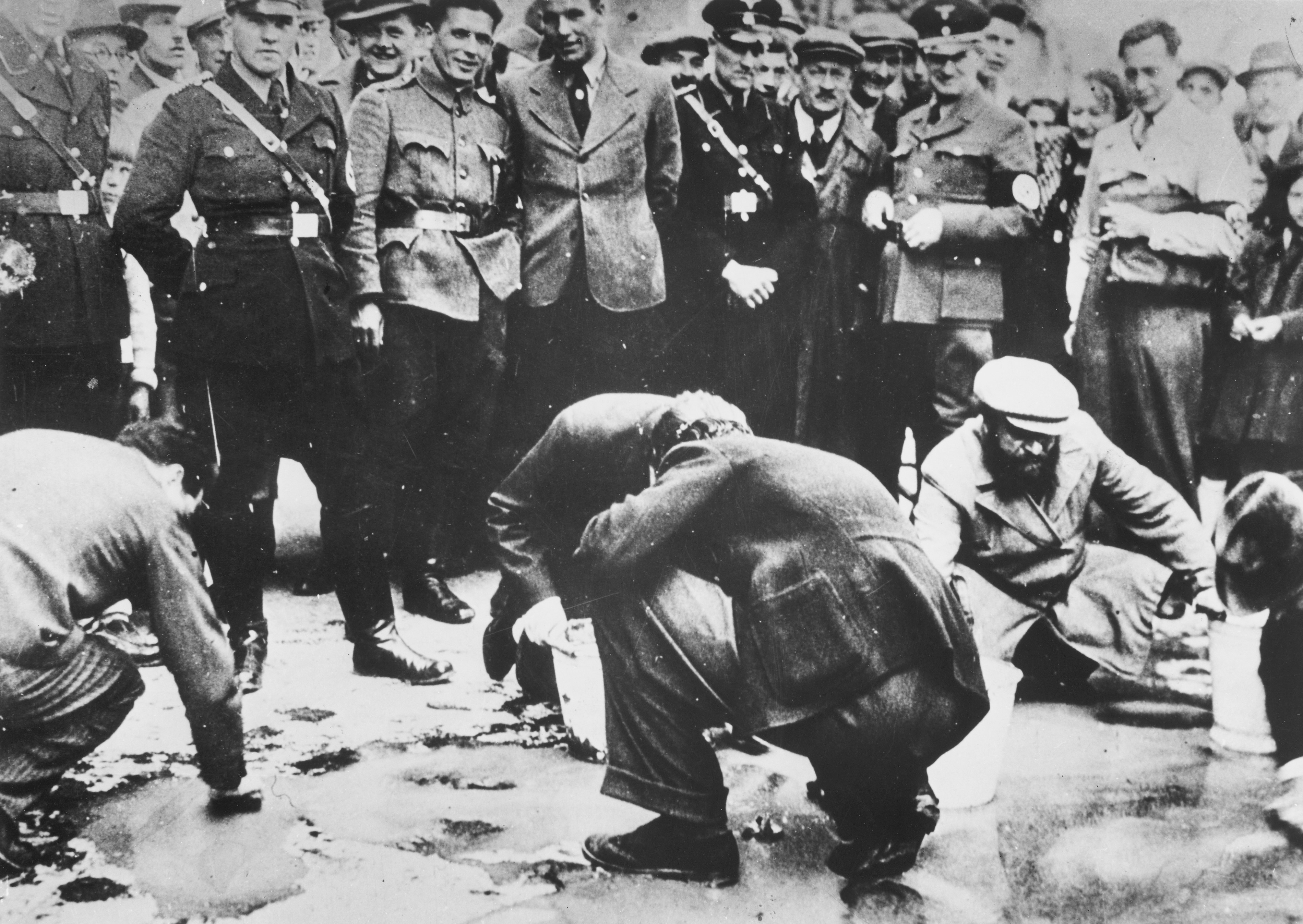
1938年3月から4月にかけて、道路に描かれた祖国戦線支持の落書きを消す作業に従事させられるユダヤ人と、それを見ているナチ党員ら

ビュルケルの指導のもと、オーストリアにおいても政治的な均制化（強制的同一化）が開始された。オーストロファシズム時代の支配政党祖国戦線は粉砕され、各市民・農民団体も解体された。またユダヤ人・ロマ、保守的カトリック層、社会主義者、共産主義者が弾圧された。
オーストリアのカトリック教会はナチ体制を「神に任命された組織（ドイツ語: göttlich eingesetzte Obrigkeit）」であるとし、ナチ体制下での順応を図ろうとした。しかしナチ党はカトリックと組むつもりはなく、オーストリアとバチカンが締結した政教条約を無効であるとし、学校制度や婚姻などの世俗化を推し進め、抵抗する聖職者の犠牲者を出した。しかしナチ党による少数民族などへの人権侵害に対しては沈黙を守り、独ソ戦の開戦に至った際も歓迎声明を出している。

## 州制度の廃止
1939年4月14日、オーストリア州を廃止する「オストマルク法」が公布され、5月1日に発効する予定であったが、完全な実施は1940年4月1日まで延期された。発効に伴い、オーストリア州と総督の権限はドイツ政府と7つの大管区に移行し、ザイス＝インクヴァルトに代わって任命された新たな総督に一部が授権された。

### 帝国大管区
オーストリアにおかれた7つの帝国大管区を総称するプロパガンダ的名称（Propagandabezeichnung）として、1940年にオストマルク帝国大管区群が作られた。1942年にドナウ＝アルプス帝国大管区群に名称変更された。
ケルンテン帝国大管区
管区都はクラーゲンフルトに置かれた。1941年にはユーゴスラヴィア（現スロヴェニア）に設置された（上）ケルンテン・クライン民政長官地域が編入された。
歴代大管区指導者
- フーベルト・クラウスナー（1939年 - 1940年）
- フランツ・クッチェラ（1940年 - 1941年）
- フリードリヒ・ライナー（1942年 - 1944年）

下ドナウ帝国大管区
管区の中心都市はクレムスに置かれた。ブルゲンラント州の一部を含む。ズデーテンラント南部を含む。
歴代大管区指導者
- フーゴー・ユーリイ（1939年 - 1945年）

上ドナウ帝国大管区
管区都はリンツに置かれた。ズデーテンラント南部を含む。
歴代大管区指導者
- アウグスト・アイグルーバー（1939年 - 1945年）

ザルツブルク帝国大管区
管区都はザルツブルクに置かれた。
歴代大管区指導者
- フリードリヒ・ライナー（1939年 - 1941年）
- グスタフ・アドルフ・シェール（1941年 - 1945年）

シュタイアーマルク帝国大管区
管区都はグラーツに置かれた。ブルゲンラント州の一部を含む。ユーゴスラヴィア（現スロヴェニア）に設置された下シュタイアーマルク民政長官地域も1941年編入された。
歴代大管区指導者
- ジークフリート・ウイバーライター（1939年 - 1945年）

チロル＝フォアアールベルク帝国大管区
管区都はインスブルックに置かれた。
歴代大管区指導者
- フランツ・ホーファー（1938年 - 1945年）

大ウィーン帝国大管区
「大ウィーン帝国大管区」として特別市のようにそれ単体でひとつの帝国大管区とされた。
歴代大管区指導者
- オディロ・グロボクニク（1938年 - 1939年）
- ヨーゼフ・ビュルケル（1939年 - 1940年）
- バルドゥール・フォン・シーラッハ（1940年 - 1945年）

## 第二次世界大戦
第二次世界大戦の前半期にはオーストリア領域の被害がさほどでもなかったが、ウィーンはたびたび連合軍の空襲の標的となり、大きな被害を受けた（第二次世界大戦におけるウィーン空襲）。1945年以降はオーストリアの領域も戦場となり、1945年5月まで続いた。

## ホロコースト
1934年3月の調査では、オーストリア全体で19万1481人、うちウィーンに17万6034人のユダヤ人（ユダヤ教徒）が居住していたが、アンシュルスの直前には全体で18万1882人(ウィーンは16 万 7,249 人)と減少している。アンシュルス後にはユダヤ人指導者の逮捕、シナゴーグの破壊、商店へのボイコットなどの弾圧がすすめられた。 1938年8月にはユダヤ人の国外退去計画を実行するためにアドルフ・アイヒマンが派遣され、毎月8000人のユダヤ人が財産を残して亡命を余儀なくされる状態になり、総計で12万8500人のユダヤ人が国外に亡命している。うち2万4500人はイギリスを除くヨーロッパ諸国に亡命したが、彼らの多くは侵攻してきたドイツによるホロコーストに直面することになる。
最終的に、6万5000人のオーストリア在住ユダヤ人が各地の強制収容所で命を落とし、1945年5月を迎えたウィーンのユダヤ人は5512人に過ぎなかった。

## 解放と占領の始まり
1945年には東西から連合軍が侵攻を開始し、4月のウィーン攻勢でウィーンも陥落した。4月13日にはオーストリア社会党が結成され、17日オーストリア国民党が結成された。当時隠棲していた元首相カール・レンナーは地下活動を続けていたオーストリア共産党を含む三党と協議を行い、4月27日にアンシュルスの無効と1920年憲法の理念に従う共和国の再建を宣言した。当初レンナーの臨時政府はソビエト連邦のみに承認されていたが、10月20日には西側連合国も承認を行った。一方で連合国による分割占領が開始され、1955年までその状態が続くことになる。

## 合法性
ドイツはアンシュルスを「ドイツによるオーストリアの併合」とみなしており、国家としてのオーストリアは承継される国家なしに消滅したとみなし、サン＝ジェルマン条約などの国際法義務も消滅したとみなした。この経緯は外交使節の召喚などを行わなかった諸外国においても事実上承認されていた。第二次世界大戦勃発後、連合国はアンシュルスを無効であるという見解をとるようになり、1943年11月1日のモスクワ宣言においてもアンシュルスは無効であると宣言している。解放後においてはナチズム時代及びオーストロファシズム時代の憲法が否認され、基本的に1933年3月以降の憲法については撤廃された。一方戦後の各国裁判所の判決ではオーストリアがドイツに併合されていたという見解や、オーストリア共和国が存続し、ドイツによって占領されていたという見解がとられることもある。これらは第二次世界大戦期の賠償・補償や、国際法の承継にかかわる問題などもからんでたびたび論争となっている。